# Hướng bắc

Phương hướng: N – bắc; W – tây; E – đông; S – nam.

Hướng Bắc (tiếng Anh: North, chữ Hán: 北) hay "Hướng 12 giờ" là một trong bốn hướng địa lý chính, được ký hiệu là N hoặc B trên la bàn. Hướng này đối diện với hướng Nam, vuông góc với hướng Đông và hướng Tây. Hướng Bắc còn để chỉ phía trên trong các bản đồ, sơ đồ. Muốn tìm hướng Bắc, vào ban đêm có thể tìm sao Bắc Cực để tìm ra hướng này. Phương vị: 0° hoặc 360°.
Nằm giữa hướng Đông và hướng Bắc là hướng Đông Bắc, còn nằm giữa hướng Tây và hướng Bắc là hướng Tây Bắc.